# Triops mavliensis
Triops mavliensis – gatunek przekopnicy żyjący w północno-zachodnich Indiach. Dorasta do 1,5 cm. W 1955 roku uznany został za synonim Triops granarius, jednak status gatunku odzyskał w 1968 roku.